# Tegeticula
Tegeticula là một chi bướm đêm thuộc họ Prodoxidae.

## Hình ảnh

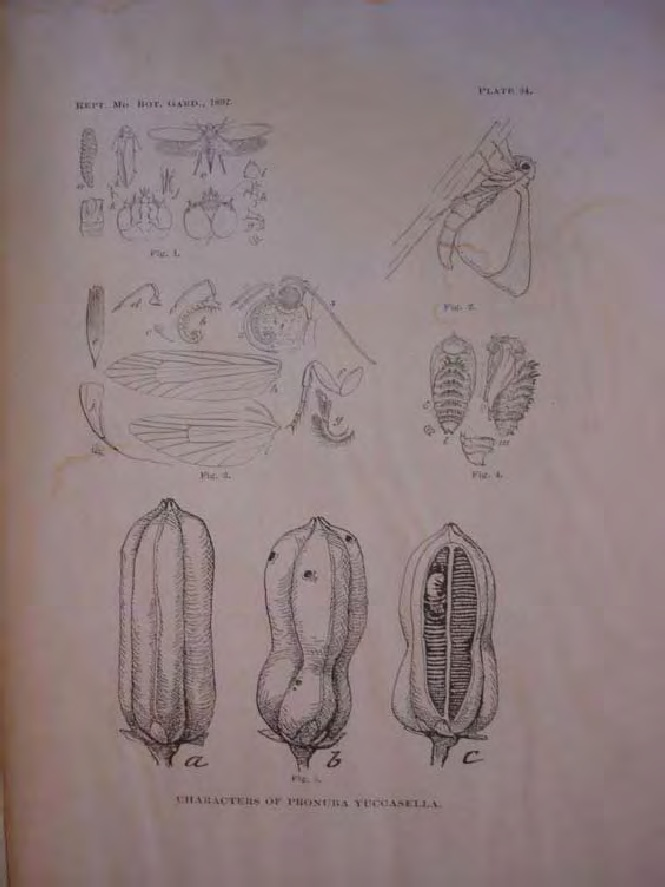

## Các loài
- Tegeticula altiplanella
- Tegeticula baccatella
- Tegeticula california
- Tegeticula cassandra
- Tegeticula corruptrix
- Tegeticula elatella
- Tegeticula intermedia
- Tegeticula mojavella
- Tegeticula rostratella
- Tegeticula superficiella
- Tegeticula treculeanella
- Tegeticula yuccasella